# 長野県道45号扇沢大町線

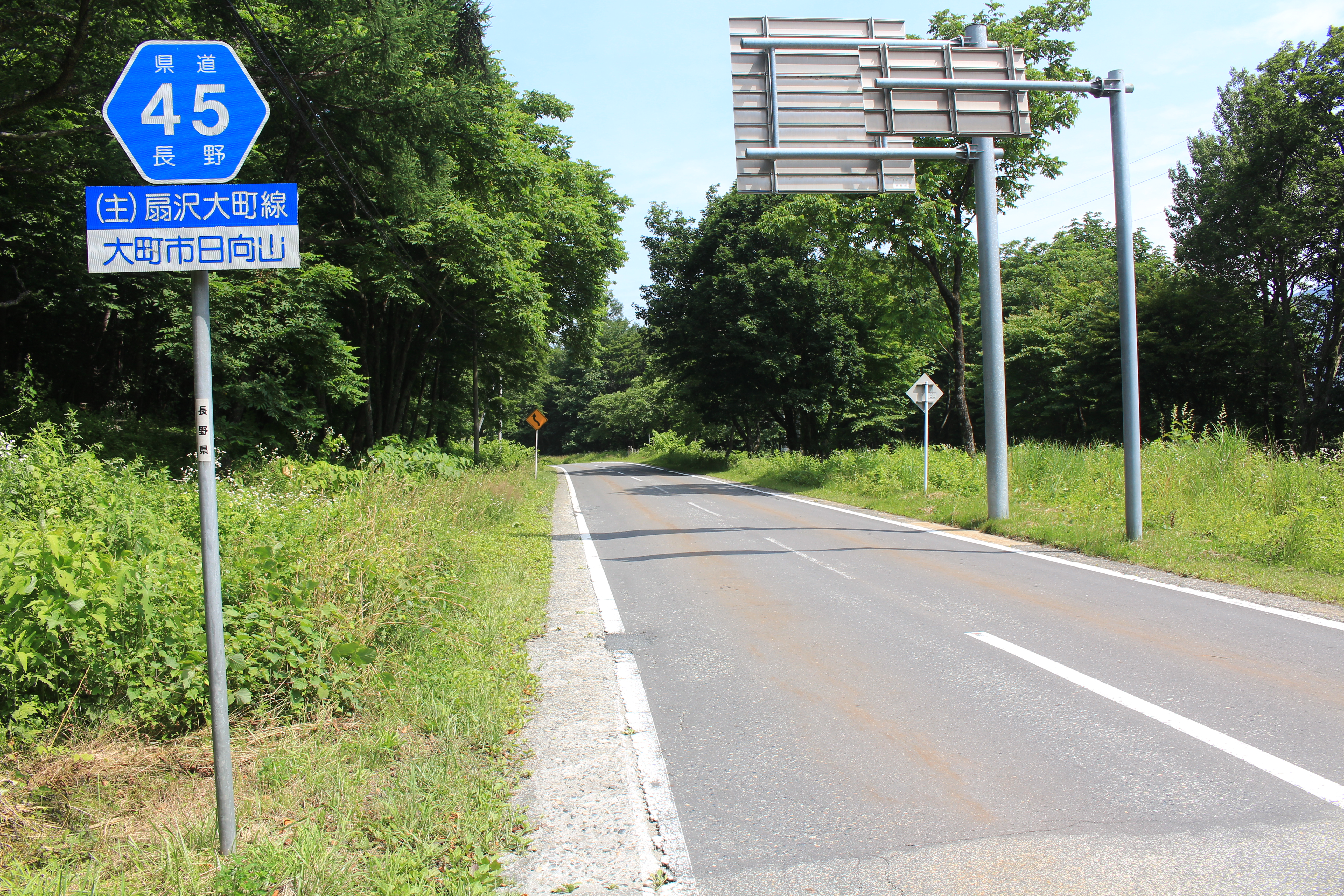
長野県道45号扇沢大町線、長野県大町市日向山

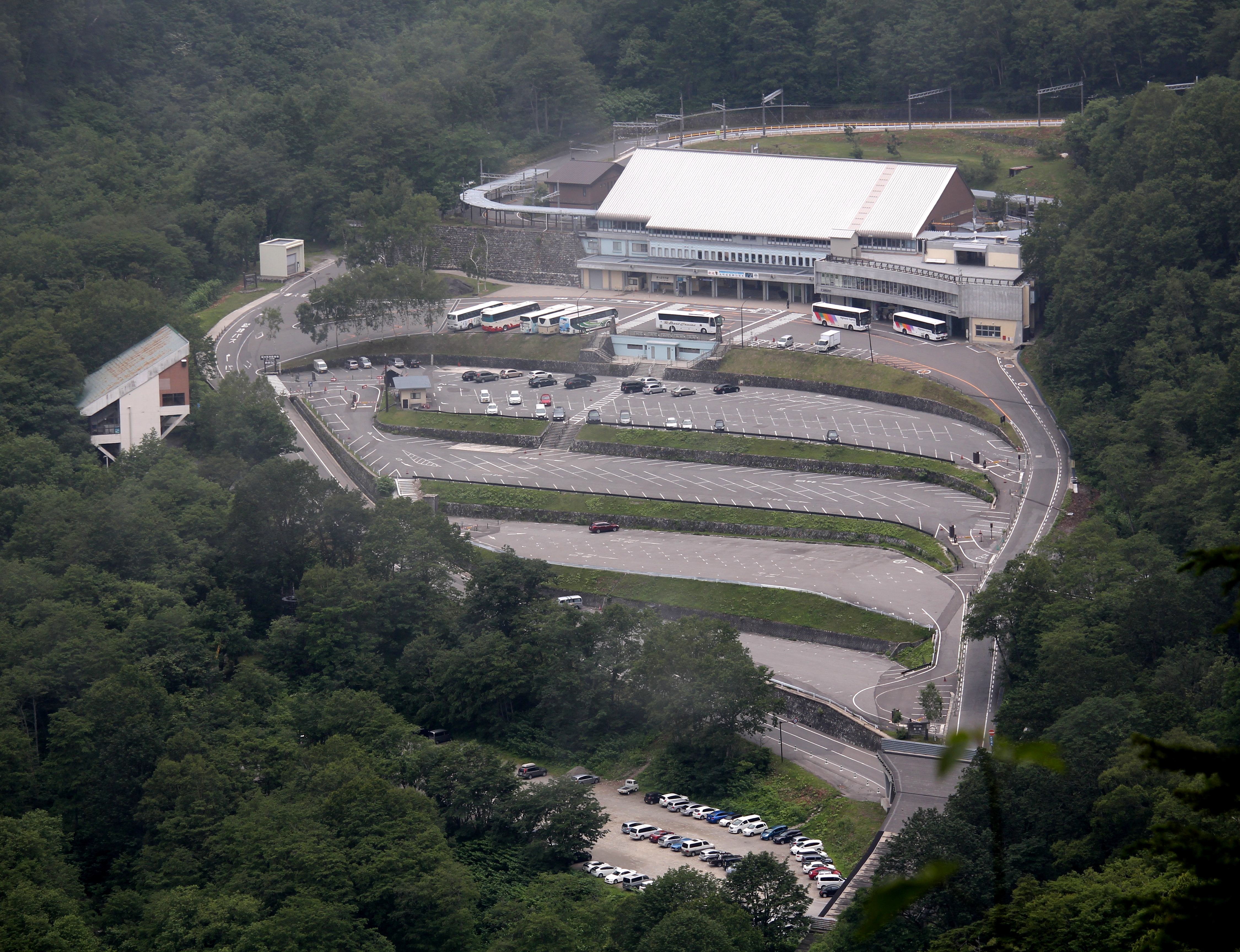
柏原新道（爺ヶ岳の登山道）から見下ろす長野県道45号扇沢大町線の起点にある立山黒部アルペンルートの長野県側の玄関口となる扇沢駅

長野県道45号扇沢大町線（ながのけんどう45ごう おうぎさわおおまちせん）は、長野県大町市の関電トンネル電気バス扇沢駅から同市の長野県道31号長野大町線に至る県道（主要地方道）である。
大町アルペンラインの名称がついている観光道路で、立山黒部アルペンルートへの長野県側からのアクセス道路でもある。

## 概要
かつては黒部ダムの工事専用道路として作られた道路であり、ダム完成後に長野県企業局によって大町有料道路として整備された歴史を持つ。本道路の終点付近、現在大町市文化会館などがある一帯は、鉄道により運ばれてきた黒部ダムの建設資材の荷下ろしを行う「大町倉庫」という名前の施設が存在した。
JR大糸線信濃大町駅から関電トンネル電気バス扇沢駅までは、川中島バス・北アルプス交通共同運行の路線バスが運行されている。
例年、篭川大橋の料金所跡付近のゲートから扇沢までは冬季閉鎖される（路線バスも休止される）。

### 路線データ
- 起点：長野県大町市扇沢
- 終点：長野県大町市大字大町（長野県道31号長野大町線交点）
- 全長：15.2 km
- 幅員：5.5m
- 適用法律：道路整備特別措置法
- 建設事業費：3億800万円

## 歴史
- 1964年（昭和39年） - 長野県企業局により整備開始。[要出典]
- 1965年（昭和40年）10月9日 - 供用開始[1]。
- 1978年（昭和53年）4月30日 - 扇沢駅の手前1km付近で雪崩が発生。走行中の自動車が巻き込まれて1人死亡、2人軽傷[2]。
- 1990年（平成2年）10月9日 - 無料開放[1]。
- 1993年（平成5年）5月11日 - 建設省から、県道扇沢信濃大町停車場線の一部が扇沢大町線として主要地方道に指定される[3]。
- 1994年（平成6年）4月1日：扇沢大町線の認定。[要出典]

## 路線状況

### 有料時の通行料金
- 特大車 1,130円
- 大型車 460円
- 普通車 310円
- 軽自動車 250円
- 二輪車 250円
- 原付 50円

## 地理

### 交差する道路
- 国道148号 大町バイパス（大町市大町俵町・俵町一丁目交差点）
- 長野県道31号長野大町線 ふれあい通り（大町市大町俵町・文化会館入口交差点、終点）

### 沿線にある施設など
- 扇沢駅 - 関電トンネル電気バス
- 日向山高原
  - 日向山高原ゴルフ場
- 上原遺跡
- 大町温泉郷
  - 薬師の湯
  - アルプス温泉博物館
  - 酒の博物館
- 大町市立大町北小学校
- 大町文化公園
  - 大町市文化会館